# اندی آلیور
اندی آلیور (انگلیسی: Andi Oliver) مجری رادیو و مجری تلویزیون اهل بریتانیا است.
از برنامه‌های تلویزیونی که وی در آن‌ها نقش داشته‌است، می‌توان به دنیای ناشناختهٔ خوراکی‌ها و چگونه یک دختر درست کنیم اشاره نمود.